# Wang Zongyuan
Wang Zongyuan, född 24 oktober 2001, är en kinesisk simhoppare.

## Karriär
Vid OS 2020 tog Wang silver i hopp från 3 meter samt guld i parhoppning från 3 meter. Han blev världsmästare individuellt på enmetersvikten vid världsmästerskapen i simsport 2019. Vid VM 2022 tog han guld på enmetersvikten, tremetersvikten och i parhopp på tremetersvikten. Vid VM 2023 tog han guld på tremetersvikten och i parhopp på tremetersvikten. Han upprepade bedriften vid VM 2024.